# Vallée noble (AOC)
Un vallée-noble, ou alsace Vallée noble, est un vin blanc produit avec les cépages gewurztraminer, pinot gris ou riesling, sur les communes de Westhalten et Soultzmatt dans le Haut-Rhin. L'aire de production encadre celle du grand cru zinnkoepflé.
C'est une dénomination géographique complémentaire créée en octobre 2011 au sein de l'appellation vin d'Alsace.
Selon les Douanes, la superficie revendiquée en 2023 sous la dénomination est de 3,47 hectares. La production déclarée en 2023 a été de 172 hectolitres de blanc (un hectolitre = 100 litres = 133 bouteilles de 75 cl).
Le rendement maximum autorisé par le cahier des charges en rouge est de 72 hectolitres par hectare avec comme rendement butoir 79 hl/ha. En 2023, le rendement moyen a été de 50 hl/ha.